# 別列濟納 (若夫克瓦區)
50°11′34″N 23°46′28″E / 50.19278°N 23.77444°E
別列濟納（烏克蘭語：Березина），是烏克蘭西部的村莊，隸屬利維夫州的利維夫區。該村面積0.5平方公里，海拔高度221米，2001年人口114，人口密度每平方公里228人。